# Kuźniczka (gmina)

Gmina na tle zmieniającego się podziału administracyjnego powiatu częstochowskiego

Kuźniczka (do 1868 Dankowice; od 1952 Krzepice) – dawna gmina wiejska istniejąca w latach 1868–1952 w woj. kieleckim i katowickim. Nazwa gminy pochodzi od wsi Kuźniczka (obecnie lewobrzeżna część Krzepic), lecz siedzibą władz gminy były: przed wojną – Krzepice (które stanowiły odrębną gminę miejską), a po wojnie – Dankowice.
Gmina Kuźniczka powstała za Królestwa Polskiego w 1868 roku z obszaru zniesionej gminy Dankowice. Jednostka należała do powiatu częstochowskiego w guberni piotrkowskiej. Gmina obejmowała wsie Dankowice, Drostki, Kuków, Lutrowskie folwark, Magreta młyn, Pąchały wieś i młyn, Podłęże Królewskie, Siekiery, Starokrzepice folwark, Szarki, Wygoda, Zajączki wieś i pustkowie.
W okresie międzywojennym gmina Kuźniczka należała do powiatu częstochowskiego w woj. kieleckim. Była to gmina o ekstremalnie peryferyjnym położeniu względem siedziby województwa – Kielc. Obok gminy Przystajń była także jedyną gminą graniczną woj. kieleckiego (granica niemiecka). 15 lipca 1922 z gminy wyłączone zostały wsie Kuków i Kuźniczka oraz rozparcelowane folwarki Krzepice poduchowne, Krzepice rządowe i Kuków wójtostwo, które włączono do miasta Krzepice. Po zmianie tej siedziba gminy Kuźniczka znalazła się w Krzepicach.
W okresie okupacji hitlerowskiej gmina podlegała rejencji opolskiej. Po wojnie gmina przejściowo zachowała przynależność administracyjną, lecz już 6 lipca 1950 roku została wraz z całym powiatem częstochowskim przyłączona do woj. katowickiego.
1 lipca 1952 roku jednostka o nazwie gmina Kuźniczka została zniesiona przez przemianowanie na gminę Krzepice (gmina Krzepice weszła jednocześnie w skład nowo utworzonego powiatu kłobuckiego). W dniu powołania gmina Krzepice była podzielona na 6 gromad.